# Kahougué
Kahougué (auch: Kafoudyé) ist ein Dorf in der Stadtgemeinde Filingué in Niger.

## Geographie
Das von einem traditionellen Ortsvorsteher (chef traditionnel) geleitete Dorf befindet sich rund 19 Kilometer nordöstlich des Stadtzentrums von Filingué, der Hauptstadt des gleichnamigen Departements Filingué, das zur Region Tillabéri gehört. Zu den ländlichen Siedlungen in der Umgebung von Kahougué zählen Talcho im Nordwesten, Tidani im Süden und Toukounous im Westen.
Es herrscht das Klima der Sahelzone vor, mit einer durchschnittlichen jährlichen Niederschlagsmenge zwischen 300 und 400 mm.

## Geschichte
Das Dorf Kahougué wurde 1962 gegründet. Die United States Agency for International Development finanzierte von 2011 und 2013 Programme, um die Ernährungssicherheit von Haushalten an den internationalen Transhumanz-Korridoren im Norden der Region Tillabéri zu verbessern. Im Zuge dessen wurden Brunnen in Kahougué und weiteren Dörfern saniert.

## Bevölkerung
Bei der Volkszählung 2012 hatte Kahougué 1515 Einwohner, die in 182 Haushalten lebten.

## Wirtschaft und Infrastruktur
Es gibt eine Schule im Dorf.